# Bäckman
Bäckman je priimek več oseb:
- Christian Bäckman (*1980), švedski hokejist
- Kjell Bäckman (*1934), švedski hitrostni drsalec
- Gunnar Bäckman (*1940), švedski hokejist